# 10 cm sK 18
105-мм важка польова гармата sK 18 (нім. 10 cm schwere Kanone 18) — німецька 105-мм польова гармата періоду Другої світової війни. Випускалася протягом усього періоду війни й перебувала на озброєнні артилерійських з'єднань вермахту. 10 cm sK18 і 15 cm sFH18 по суті являли собою одну і ту ж артилерійську систему з різними стволами, за деякими відомостями — взаємозамінними. У перші воєнні роки гармату з метою збільшення далекобійності було модернізовано — індекс 10,5 cm K 18/40 (пізніше 10 cm sK42). У повоєнний час гармати були на озброєнні армій Албанії та Болгарії.

## Зміст
105-мм польова гармата sK 18 була розроблена компанією Rheinmetall у 1926—1929 роках на основі 105-мм гармати K 17, яка відмінно зарекомендувала себе у Першій світовій війні.
23 травня 1935 року гармата була прийнята наказом ОКГ одночасно з 150-мм важкою польовою гаубицею sFH 18 на озброєння сухопутних військ вермахту. Ці дві артилерійські системи розроблялися паралельно, і кожна була представлена у варіантах для транспортування механічними засобами та кінною упряжжю. Оскільки вага гармати виявилася занадто великою для кінного варіанту, систему довелося розділити на дві частини, ствол доводилося транспортувати окремим візком. Двоколісний лафет для обох гармат надійшов від Круппа.
Коли 1 вересня 1939 року почалася війна, вермахт мав у своєму розпорядженні вже 402 гармати sK 18. З літа 1940 року їх було виготовлено ще 40 штук, у 1941 році було поставлено 108 одиниць, з другої половини 1942 року — 135 одиниць, з 1943 року у зростаючому виробництві — 454 одиниці, у 1944 році — 675, і в 1945 році ще 100 шт. У квітні 1945 року було прийнято рішення про поетапне згортання виробництва.

## Зброя схожа за ТТХ та часом застосування
- 10-см гаубиця М.14 «Skoda» 14/19
- 105-мм польова гармата M. 15
- 105-мм польова гармата 105/14 modello 18
- 107-мм дивізійна гармата зразка 1940 (М-60)
- 100-мм польова гармата БС-3
- 107-мм гармата зразка 1910/30 років
- 105-мм польова гармата K 17
- 105-мм польова гармата leFH 18
- 105-мм польова гармата M.12
- 105-мм гаубиця MÁVAG 40/43M
- 105-мм гаубиця modèle 1934 Schneider
- 105-мм польова гармата modèle 1925/27 Schneider
- 105-мм польова гармата modèle 1936 Schneider
- 105-мм легка причіпна гаубиця M101
- 105-мм польова гармата Model 1927
- 105-мм польова гармата Тип 38
- 105-мм польова гармата Тип 92